# Sierra de San Borja
La Sierra de San Borja, también conocida como Sierra La Libertad es una cadena montañosa ubicada en la Península de Baja California en México . Es una de las Cordilleras Peninsulares que forman la columna vertebral de Baja California. La Sierra de San Borja se ubica entre 28° de latitud Norte (límite de los estados de Baja California y Baja California Sur ) y 29° de latitud Norte a nivel de la Carretera 12. El punto más alto de la Sierra es el Cerro La Sandia, 1775 metros (5823,5 pies) de elevación.
La Sierra de San Borja está casi totalmente deshabitada. Prevalece la vegetación desértica con sólo unas pocas fuentes de agua. Los turistas visitan la sierra por su Misión de San Francisco Borja (fundada en 1762) y el extenso arte rupestre prehistórico esparcido por las montañas.

## Historia
Los habitantes de la Sierra de San Borja eran indios nómadas cochimíes, cazadores-recolectores cuando los misioneros católicos jesuitas la visitaron por primera vez a principios del en 1752. Los jesuitas establecieron la Misión de Santa Gertrudis en el extremo sur de la Sierra de San Borja y en 1762 la Misión de San Francisco de Borja Adac, siendo Adac el nombre del asentamiento de ranchería Cochimí en la localidad. En su momento más activo en la década de 1760, cada una de las misiones atrajo a unos 1.700 cochimíes como residentes temporales. Esa cantidad de habitantes resultaron insostenibles y las enfermedades europeas introducidas rápidamente provocaron una disminución brusca de la población india. Ambas misiones se cerraron a principios del siglo XIX, aunque algunas personas todavía viven en el lugar de cada misión y riegan varios acres de tierras de cultivo.

## Clima
La mayor parte o la totalidad de la Sierra de San Borja tiene un clima desértico cálido de acuerdo al sistema de clasificación climática de Köppen. La cordillera no captura suficiente precipitación para sustentar bosques de pino y roble de las cordilleras más altas y húmedas del norte y sur de Baja California. Los promedios climáticos de San Ignacio (cerca de la misión de San Borja) son típicos de la región en las elevaciones más bajas: temperaturas cálidas en verano (pero moderadas por el cercano Océano Pacífico y el Golfo de California ) y precipitaciones impredecibles e irregulares, principalmente en los meses de invierno.
| Parámetros climáticos promedio de | Parámetros climáticos promedio de | Parámetros climáticos promedio de | Parámetros climáticos promedio de | Parámetros climáticos promedio de | Parámetros climáticos promedio de | Parámetros climáticos promedio de | Parámetros climáticos promedio de | Parámetros climáticos promedio de | Parámetros climáticos promedio de | Parámetros climáticos promedio de | Parámetros climáticos promedio de | Parámetros climáticos promedio de | Parámetros climáticos promedio de |
| Mes                               | Ene.                              | Feb.                              | Mar.                              | Abr.                              | May.                              | Jun.                              | Jul.                              | Ago.                              | Sep.                              | Oct.                              | Nov.                              | Dic.                              | Anual                             |
| --------------------------------- | --------------------------------- | --------------------------------- | --------------------------------- | --------------------------------- | --------------------------------- | --------------------------------- | --------------------------------- | --------------------------------- | --------------------------------- | --------------------------------- | --------------------------------- | --------------------------------- | --------------------------------- |
| [cita requerida]                  |                                   |                                   |                                   |                                   |                                   |                                   |                                   |                                   |                                   |                                   |                                   |                                   |                                   |

## Pinturas rupestres

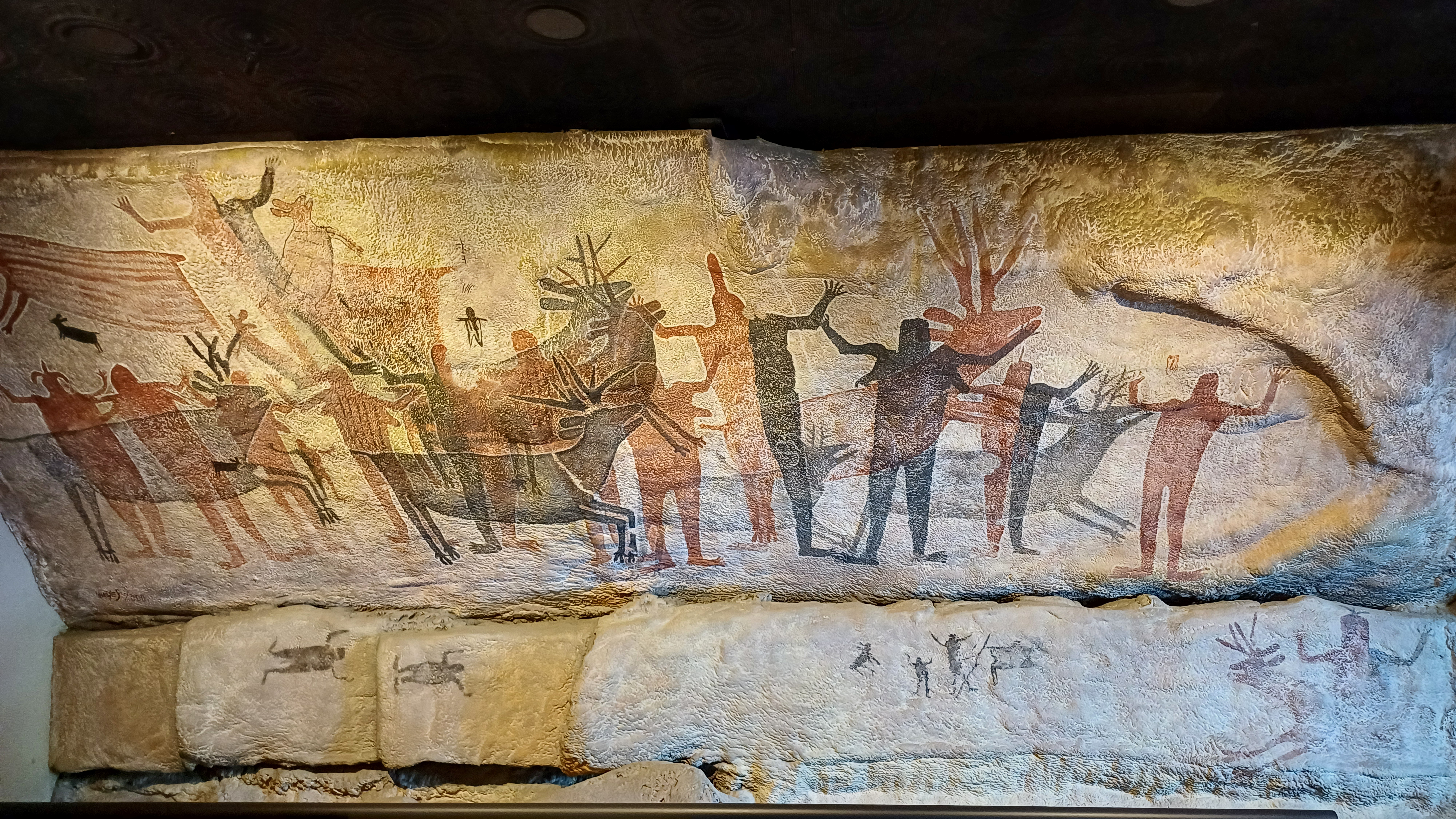
Replica de un ejemplo de arte rupestre del Gran Mural.

La Sierra de San Borja es punto más al norte del denominado "Arte Rupestre Gran Mural" de las montañas centrales de la Península, aportando a las pinturas rupestres de Baja California este estilo. En exploraciones realizadas en la década de 1970, Harry W. Crosby encontró seis sitios importantes de Arte Rupestre Gran Mural al sureste de la misión de San Borja. El gran arte rupestre mural consiste en pinturas prehistóricas de humanos y otros animales, a menudo de tamaño superior al natural, en las paredes y techos de refugios rocosos naturales.
El número de sitios con murales en las montañas de San Borja es menor que la cantidad más al sur que son las pinturas rupestres de la sierra de San Francisco, declaradas Patrimonio de la Humanidad por la Unesco. El área cercana a la Misión de San Borja es una línea divisoria entre el arte rupestre del Gran Mural al sur y el estilo más abstracto de pintura rupestre que se encuentra al norte. Las pinturas rupestres de la Sierra de San Borja son de menor tamaño que las obras más al sur, menos diversas en su temática y siempre coloreadas en tonos rojos. Dada su similitud entre sí, Crosby especuló que las pinturas rupestres de San Borja fueron creadas por un solo grupo étnico y en un período de tiempo relativamente corto.
Los misioneros jesuitas tuvieron conocimiento de algunos de los murales en el siglo XVIII, pero los indios cochimíes locales negaron saber sobre su origen. Las fechas en que se pintaron los Grandes Murales son controversiales, siendo la más aceptada la posterior al 400 a. C. pero la datación por radiocarbono en el sitio de San Borjitas (al sur de la Sierra de San Borja) sugiere que los murales en ese sitio pueden tener una antigüedad de hasta 5500 a. C. 

## Conservación
La Sierra de San Borja y las cadenas montañosas vecinas se denominan en conjunto Sierras la Libertad-La Assemblea, tienen una superficie de 5192 kilómetros cuadrados (2004,6 mi²) y son reconocidas como Región Prioritaria para la Conservación de la Biodiversidad por el gobierno de México. 